# Massoud Abdelhafid
Abdelhafid Massoud est un général de l'armée libyenne. Il a occupé plusieurs postes depuis 1969, date du coup d'État de Mouammar Kadhafi. Il a notamment été gouverneur du sud de la Libye et commandant en chef de l'armée durant le conflit tchado-libyen. À l'issue de la guerre civile libyenne de 2011, il s'exile en Égypte, au même titre que le ministre de l'Intérieur Nassr al-Mabrouk Abdullah.